# Parantica cleona
Parantica cleona is een vlinder uit de familie Nymphalidae, onderfamilie Danainae. De wetenschappelijke naam van de soort is voor het eerst geldig gepubliceerd in 1782 door Caspar Stoll.

## Kenmerken
De vleugels van deze taaie vlinder zijn geel-oranje met brede, donkere randen op de vleugeladeren.

## Verspreiding en leefgebied
Deze vlindersoort is endemisch op het Indonesische eiland Celebes.